# Колодец Марья Святая
Колодец Марья Святая — родник в Ростовском районе Ярославской области. Располагается у села Филимоново на правом берегу реки Сара, рядом с городищем Марья Святая.
Расположен в углублении диаметром 1 метр.
Родник является локальной святыней. Рядом с ним установлен крест, на деревьях рядом посетителями помещаются ленты. С родником связан ряд быличек: о не смогшей найти его грешнице; о лягушках, воспрепятствовавших разрушению родника; о виденной поблизости женщине в чёрном. Вода родника считалась целебной. Использовался источник и в ритуалах гадания о судьбе человека.
Ныне над родником построена часовня, в результате строительства сакральное место было частично разрушено: вырублены деревья с приношениями.
В настоящее время родник путают с другим, расположенным у села Краснораменье на речке Круглой.